# Elattostachys zippeliana
Elattostachys zippeliana är en kinesträdsväxtart som beskrevs av Ludwig Radlkofer. Elattostachys zippeliana ingår i släktet Elattostachys och familjen kinesträdsväxter. Inga underarter finns listade i Catalogue of Life.